# Ričica (Rumunjska)
Ričica (rum. Reşiţa, njem. Reschitz, mađ. Resicabánya, srp. Rešica) glavni je grad županije Karaš-Severin u  Rumunjskom dijelu Banata.

## Zemljopis
Grad Ričica smjestio se u dolini rijeke  Brzave na  Banatskoj planini. Grad je gospodarsko i upravno središte istočnog, brdskog dijela Rumunjskog Banata. U blizini Ričice nalaze se dvije općine naseljene Hrvatima Karaševo i Lupak.

## Povijest
Na području grada prva naselja zabilježena su još u prapovijesti i Rimskom Carstvu, ali prvi spomen današnjeg grada je iz 15. stoljeća  pod imenom Rechyoka. Prvi spomen grada s današnjim imenom je iz 1717. godine.  1771. Ričica postaje važno rudarsko mjesto. Rudarstvo je dovelo i do naseljavanja Nijemaca u grad koji su imali značajnu ulogu u razvoju grada.
Nakon priključenja grada  Rumunjskoj Ričica je brzo napredovala, naročito poslije  Drugog svjetskog rata zahvaljujući razvoju željezare. Padom  komunizma privreda oslonjen najviše na željezaru propada, a broj nezaposlenih osoba naglo raste. Posljednjih godina ponovo se osjeća oporavak, ali smatra se da crna metalurgija i gradska željezara više nikad neće imati značaj kao prije.

## Stanovništvo
Prema popisu stanovništva iz 2002. godine grad je imao 84.026 stanovnika.

### Etnička pripadnost
- Rumunji -	 74.584
- Mađari  -   3.034
- Nijemci -	 2.696
- Romi    -   1.729
- Hrvati  -   535
- ostali[3]

### Religija
- pravoslavci 84,33 %
- rimokatolici 7,75 %
- baptisti 2,12 %
- pentekostalci 2,12 %
- reformatori 1,29 %
- grkokatolici 1,17 %

## Šport
- Moncitorul, nogometni klub[2]
- CSM Şcolar, nogometni klub[2]

## Poznate osobe
- Cristian Chivu, rumunjski nogometaš
- Luminiţa Dobrescu, plivačica
- Valeriu Traian Frențiu, grkokatolički biskup, mučenik, blaženik

## Vanjske poveznice
- Službena stranica grada  Arhivirana inačica izvorne stranice od 23. studenoga 2016. (Wayback Machine)
- Ričica Online  Arhivirana inačica izvorne stranice od 29. siječnja 2019. (Wayback Machine)

### Ostali projekti
|  | Zajednički poslužitelj ima još gradiva o temi Ričica |